# Печатка Луїзіани

Велика печатка штату Луїзіана (з 2010 року)

Велика печатка штату Луїзіана (англ. The Great Seal of the State of Louisiana) — один з державних символів штату Луїзіана, США.
Печатку офіційно затверджено 1902 року.

## Дизайн
Печатка являє собою геральдичне зображення бурого пелікана, зване «Пелікан у самопожертві»: птах (офіційний символ штату Луїзіана) розтинає дзьобом груди та годує пташенят своєю кров'ю. Цей символ уособлює милосердя в християнстві і також наявний на прапорі Луїзіани. В емблемі пелікана та його пташенят оточує напис англійською Union, justice, confidence («Єдність, справедливість, довіра») — девіз штату. По зовнішньому колу напис State of Louisiana («Штат Луїзіана»).